# Пуголовка Бера
Пуголовка Бера (Benthophilus baeri) — вид риб з родини бичкових (Gobiidae). Зустрічається в південному і центральному Каспії, на південь до Ленкорані. Також на півночі біля острова Чечень, Тюленіх островів, в Бахтемирівській банці.